# Akaflieg Berlin Teufelchen
Das Teufelchen war ein einsitziges, freitragendes Schulterdecker-Segelflugzeug der Akademischen Fliegergruppe der Technischen Hochschule Berlin-Charlottenburg. Die Konstruktion von Kurt Tank wurde mit Hilfe der Luftfahrzeug-Gesellschaft in deren Abteilung Seeflugzeugbau in Stralsund gebaut. Die Maschine nahm beim Küstensegelflug in Rossitten 1923 und 1924 teil und flog beim Rhönwettbewerb 1923 auf der Wasserkuppe.

## Konstruktion
Das Tragwerk war in Längsrichtung in verschiedenen Positionen mit variabler V-Stellung montierbar. Der Flügel in Rippenbauweise mit zwei Kastenholmen bestand von der Nasenleiste bis zum vorderen Holm aus einem sperrholzbeplankten Torsionskasten, an den sich Stoffbespannung anschloss. Am komplett bespannten Außenflügel waren Rippen um einen Rohrholm beweglich gelagert. Nur der Randbogen war fest mit diesem Rohr verbunden, das durch den Piloten verdreht werden konnte. Durch Verwindung der Außenflügel war die Steuerung des Flugzeugs um die Längsachse und in Kombination mit einem Seitenruderausschlag Kurvenflug möglich.
Der auf einer Konstruktionszeichnung noch freitragende Flügel war bei den ersten Flügen mit kleinen Fangstielen verstrebt, die spätestens zum Rhönwettbewerb 1923 gegen Verstrebungen getauscht wurden, die etwa in der Mitte der Tragflächen und an der Rumpfunterkante gelagert waren.
Der Sperrholzrumpf hatte einen rechteckigen Querschnitt, eine breite gefederte Kufe an der Unterseite und trug am spitz zulaufenden Ende Pendelseiten- und -höhenruder.

## Nutzung
Beim Ersten Deutschen Küstensegelflug startete Georg Gillert einige Male mit der „flügelgesteuerten“ Maschine von den Dünen der Kurischen Nehrung. Dabei zeigte sich, dass es mit dem Flugzeug unmöglich war, eine genügend enge Kurve einzuleiten, um nach dem Start in der Hangaufwindzone zu bleiben. Ein paar Tage später wurde der Segler bei einer Landung beschädigt und wurde in Berlin unter Mithilfe der Firma Sablatnig repariert.
Die Maschine war die prämierte beste Konstruktion des Vergleichsfliegens.
Bei der Wiederholung der Flugwoche im Jahr 1924 versank der Gleiter nach Wassereinbruch durch eine Öffnung der Kufenfederung nach einer Landung in der Ostsee. Der Segler wurde geborgen und die restliche Zeit genutzt, „durch systematische kleine Flüge“ die Flugerprobung des gegenüber dem Vorjahr modifizierten Flugzeugs nachzuholen.
Konkretes zur weiteren Geschichte des Teufelchens ist nicht bekannt.

## Technische Daten
| Kenngröße         | Daten         |
| ----------------- | ------------- |
| Besatzung         | 1             |
| Länge             | 5 m           |
| Spannweite        | 11,5 / 12,6 m |
| Rumpfhöhe         | 1,3 m         |
| Flügelfläche      | 13,7 m²       |
| Flügelstreckung   | 9,7 / 11,6    |
| Tragflächenprofil | Göttingen 441 |
| Gleitzahl         |               |
| Geringstes Sinken |               |
| Flügelmasse       | 50 kg         |
| Rumpfmasse        | 52 kg         |
| Zuladung          | 70 kg         |
| Rüstmasse         | 106 kg        |
| Startmasse        | 176 kg        |
| Flächenbelastung  | 13 kg/m²      |